# Piazza Dante (Genova)
Piazza Dante è una piazza del centro di Genova. Creata negli anni trenta del Novecento, quando con la realizzazione del "Piano delle aree centrali" fu completamente demolito l'antico quartiere di Ponticello, si trova in una zona ricca di attività economiche e commerciali.

## Descrizione

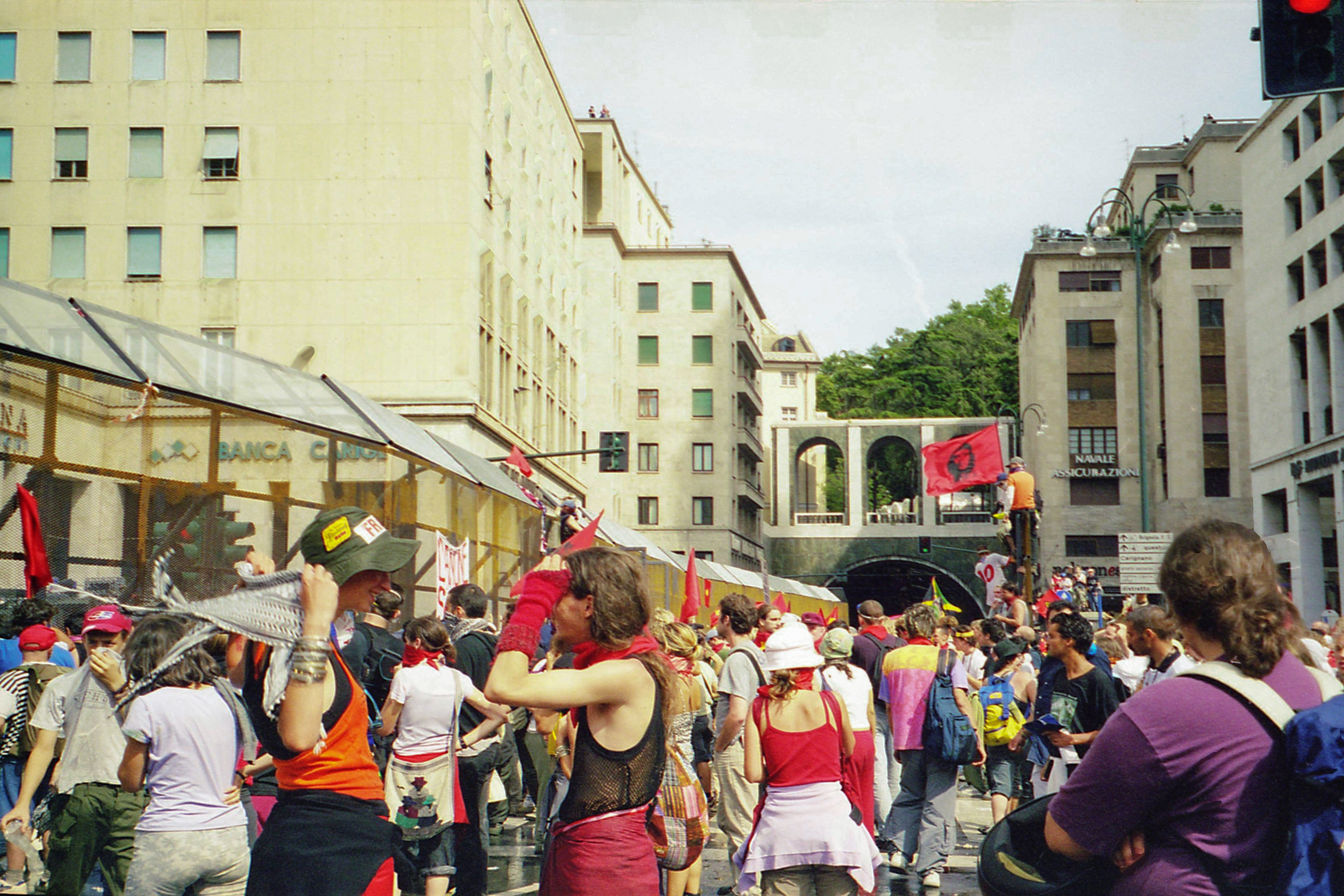
Piazza Dante nel luglio 2001, durante le manifestazioni in occasione del G8 di Genova: la piazza era uno dei pochi varchi alla cosiddetta Zona rossa.

La piazza intitolata al Sommo Poeta è nota soprattutto perché vi sorgono la Porta Soprana, uno dei pochi elementi ancora esistenti della cinta muraria del XII secolo, detta del Barbarossa, la casa di Colombo, residuo di una palazzata addossata alla Porta Soprana che sorgeva in vico dritto Ponticello e il chiostro dello scomparso convento di S. Andrea, qui ricostruito dopo la demolizione del complesso monastico, trasformato in carcere nell'Ottocento, che sorgeva poco distante. Forte è il contrasto tra queste antiche architetture e i due grattacieli in stile razionalista, uno dei quali, la Torre Piacentini, con i suoi 108 m è stato per anni l'edificio più alto d'Europa.
Un'estremità attraverso l'omonima via Dante si collega alla centralissima Piazza De Ferrari mentre all'altro capo si apre la galleria Cristoforo Colombo, che collega il centro della città alla zona della Foce.

## Storia

### Il borgo di Ponticello
Vedendo la piazza nella sua attuale sistemazione, riesce difficile immaginare questo luogo come appariva fino agli anni immediatamente precedenti la seconda guerra mondiale, quando qui sorgeva il popoloso quartiere di Ponticello, racchiuso tra i colli di Carignano, Sarzano e Sant'Andrea. Il borgo prendeva il nome da un piccolo ponte sul torrente Rivo Torbido, un modesto corso d'acqua che attraversa tutta la zona di Portoria, già coperto fin dal XVI secolo.
Questo borgo, uno dei più antichi della zona di Portoria, era sorto appena fuori delle mura del Barbarossa, lungo la via che uscita dalla città attraverso la Porta Soprana si dirigeva a levante. Appena fuori della porta, anzi addossate ad essa, sorgevano due modeste palazzate affacciate su "vico dritto Ponticello", tra le quali la casa-bottega di Domenico Colombo, tessitore, padre del celebre navigatore. Qui si trovava anche uno dei più antichi ospedali cittadini, chiuso alla fine del Quattrocento quando poco distante fu aperto il più moderno ospedale di Pammatone. Le case di questa strada furono gravemente danneggiate dal bombardamento navale francese del 1684 e ricostruite poco tempo dopo.

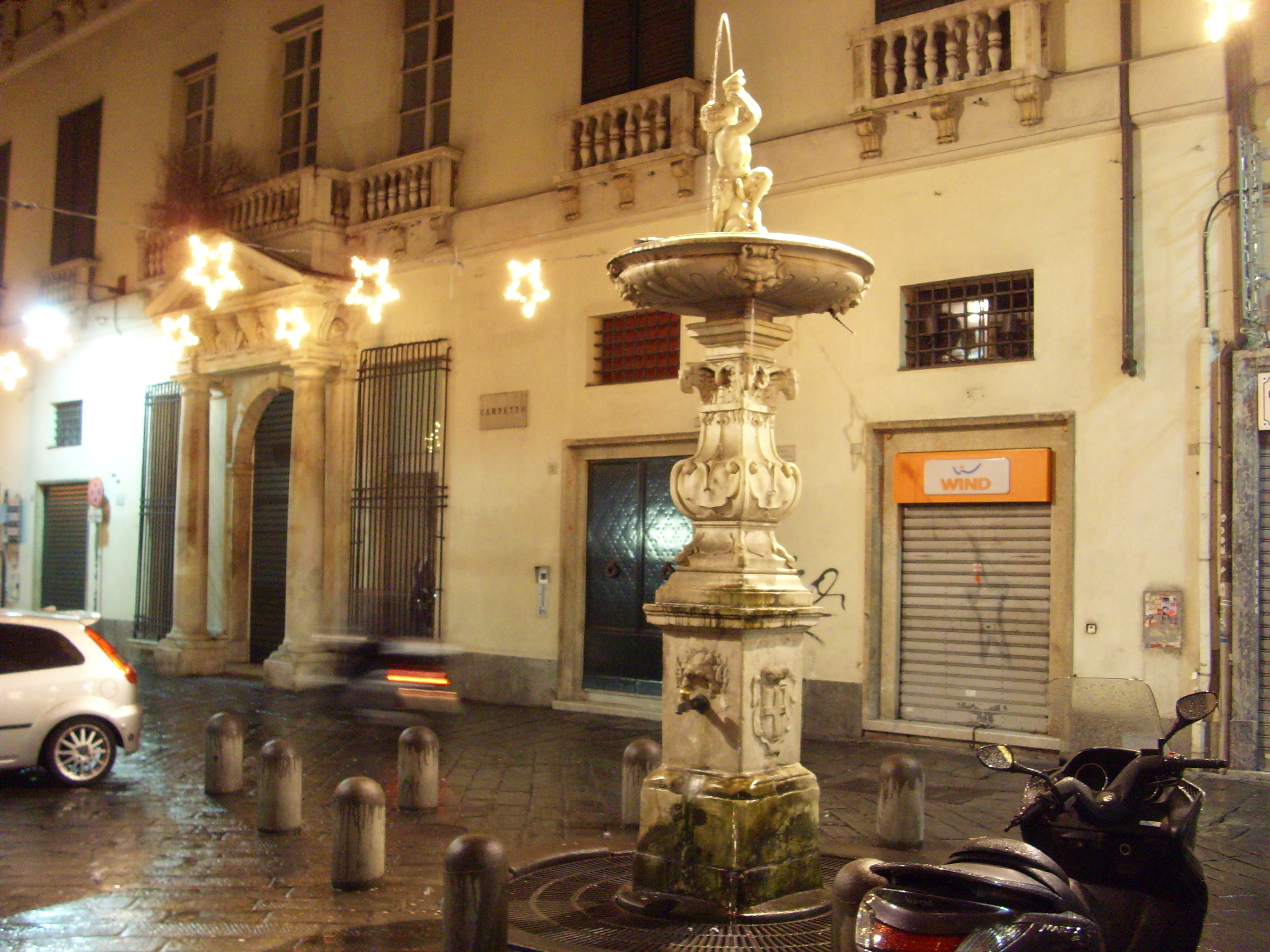
Il “barchile“ di piazza Ponticello, nella sua attuale collocazione in piazza Campetto

Piazza Ponticello, con al centro un barchile del 1643, opera di Giovanni Mazzetti (oggi ricollocato in piazza Campetto, nel centro storico), occupava l'area dell'attuale slargo presente nella parte terminale di Via Fieschi, all'incrocio con via Giosuè Carducci e via Porta d'Archi. Una targa marmorea ricorda che qui visse Antonio Gallo, notaio e politico della Repubblica di Genova, contemporaneo di Colombo.
Alla sinistra della Porta Soprana (per chi usciva dalla città), si levava il colle di Sant'Andrea, alla cui sommità sorgeva il complesso conventuale di S. Andrea, in origine appartenuto alle monache benedettine, passato nel XVI secolo alle agostiniane e infine chiuso nel 1798 per le leggi di soppressione degli ordini religiosi emanate dalla Repubblica Ligure napoleonica. Il convento nel 1817 fu destinato a carcere, finché nel 1904 l'intero colle fu spianato per consentire l'ampliamento di piazza De Ferrari e il completamento di via XX Settembre. Durante i lavori di sbancamento del colle di S. Andrea furono rinvenuti i resti di una vasta necropoli di epoca preromana. Sull'area ricavata dalle demolizioni fu aperta via Dante e costruiti il palazzo della Nuova Borsa, quello delle Poste e quello della Banca d'Italia. La chiesa annessa al convento conservava numerose opere d'arte di importanti artisti genovesi, soprattutto del XVII secolo, tra i quali Luca Cambiaso, Giovanni Carlone, Domenico Parodi e Domenico Piola, andate in gran parte disperse con la chiusura del complesso all'inizio del XIX secolo. Il piccolo chiostro interno, unica parte conservata dell'intera struttura, è stato ricollocato nel 1924 accanto alla casa di Colombo. Insieme con il complesso monastico e le case sul colle, in questa fase fu demolita la palazzata a nord di "vico dritto Ponticello", preservando solo la casa di Colombo, rimasta da allora isolata e privata del contesto urbano in cui era inserita.

### La demolizione del quartiere e la creazione della piazza
Dopo la prima fase di demolizioni, negli anni trenta fu attuato un nuovo piano urbanistico, denominato "Piano delle aree centrali", volto a creare un nuovo centro direzionale e a realizzare, con l'apertura della galleria Colombo che sottopassa il colle di Carignano (1937), un nuovo collegamento stradale tra il centro e piazza della Vittoria, alternativo a via XX Settembre.
Furono così demolite le antiche case che gravitavano intorno a piazza Ponticello e la superstite palazzata sul lato sud di "vico dritto Ponticello". Nello spazio così creato furono innalzati alcuni edifici in stile razionalista, tra cui i due grattacieli, affacciati sulla nuova piazza, continuazione della via Dante, ed a cui fu attribuito lo stesso nome. Altre vie furono aperte nel nuovo quartiere per collegare la piazza a via XX Settembre: via Ceccardo Roccatagliata Ceccardi e il prolungamento di via Fieschi su parte dell'antica piazza Ponticello.

## Architetture

### Casa di Colombo

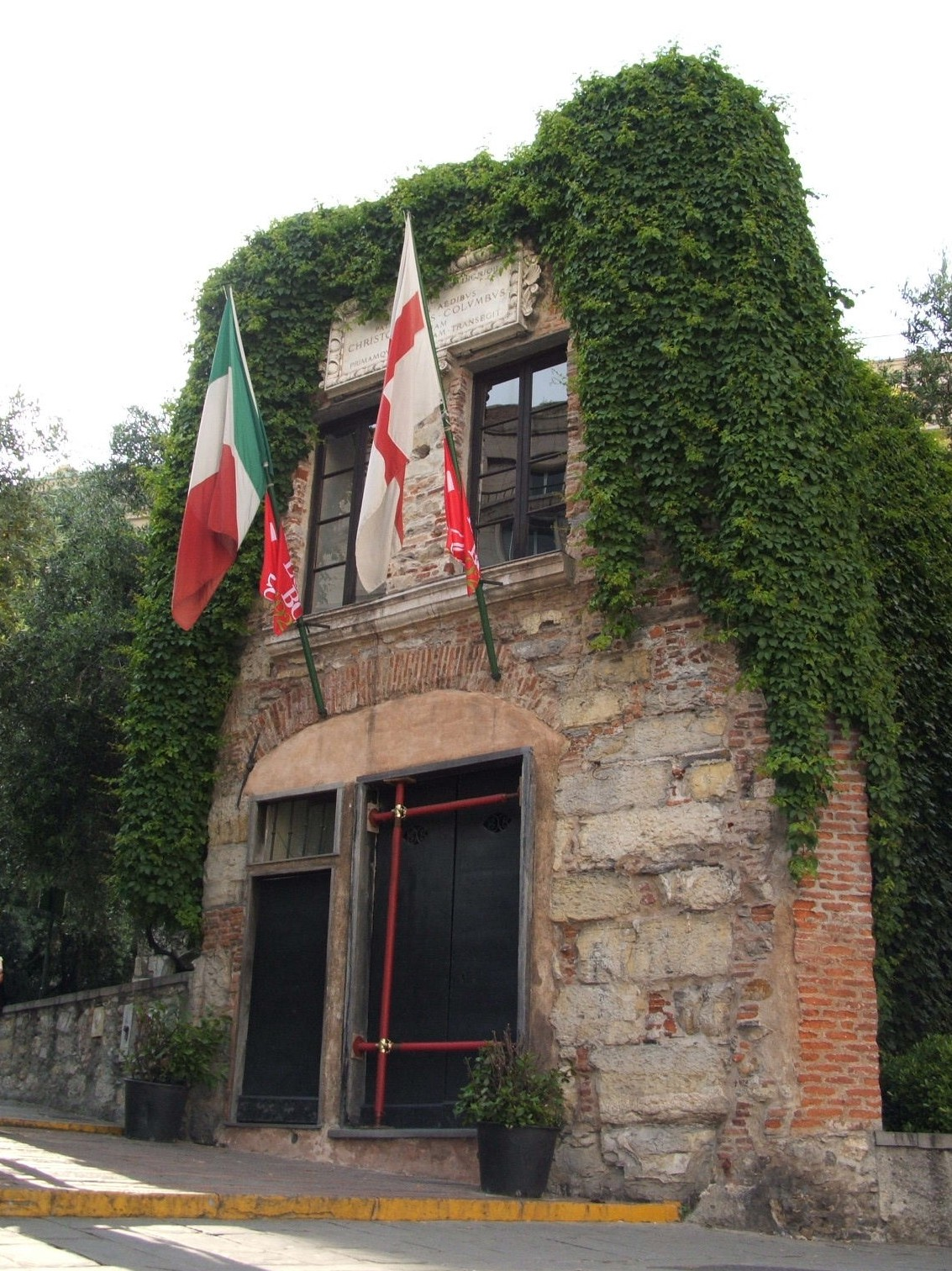
La casa di Colombo

Sulla breve salita che conduce alla Porta Soprana, residuo dell'antico "vico dritto Ponticello", oggi inglobata nella piazza, si trova la casa dove visse la sua infanzia Cristoforo Colombo, dal 1455 al 1470. Questa non è comunque la casa natale del grande navigatore, che si trovava invece in vico dell'Olivella nella vicina zona di Pammatone e fu probabilmente demolita proprio in quegli anni per costruirvi il grande ospedale. La casa di Domenico Colombo, di professione laniere, faceva parte di una palazzata di case-bottega allineate lungo il vicolo che conduceva alla Porta Soprana. Queste case, distrutte o gravemente danneggiate dal bombardamento francese del 1684 furono ricostruite o restaurate negli anni immediatamente successivi. La casa di Colombo, al n. 37 della via, fu acquistata nel 1887 dal comune di Genova, che vi fece apporre una targa commemorativa. Pochi anni dopo, con lo sbancamento dell'intero colle di Sant'Andrea, furono demolite le case sul lato nord di vico dritto Ponticello. Solo questo edificio fu parzialmente preservato, mantenendo i primi due piani (corrispondenti all'edificio originario), mentre furono eliminati i tre piani superiori (probabilmente aggiunti nel restauro settecentesco).
La casa-museo di Cristoforo Colombo e la vicina Porta Soprana, entrambe aperte al pubblico e visitabili, fanno parte di un polo museale affidato all'associazione culturale "Porta Soprana".

### Porta Soprana

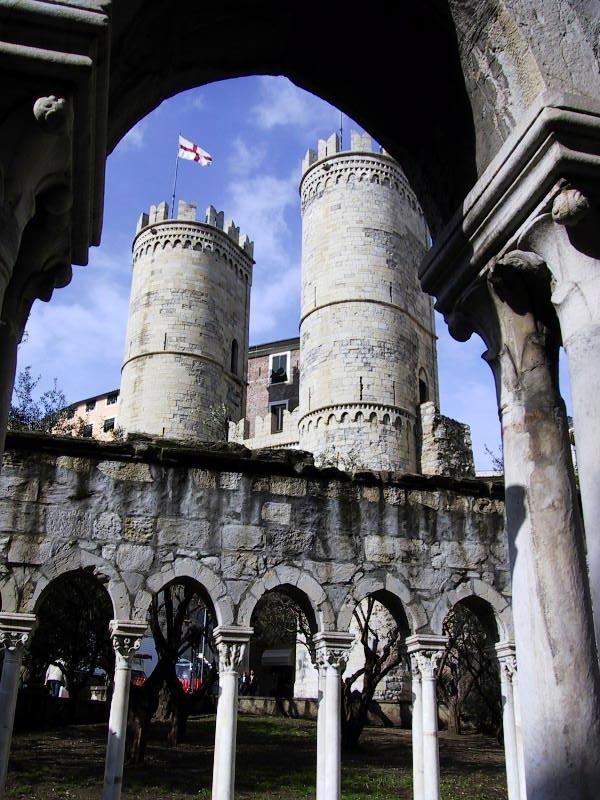
Le torri di Porta Soprana viste dal chiostro di Sant'Andrea

Era una delle principali porte della cinta muraria medioevale detta "del Barbarossa" ed è situata alla sommità del Piano di Sant'Andrea. Già a partire dal XIV secolo, quando con la costruzione di una nuova cinta muraria più esterna la porta aveva perso la sua importanza strategica, a ridosso delle sue torri furono costruite case di abitazione. Nell'ultimo decennio dell'Ottocento l'arco e la torre settentrionale furono restaurati a cura di Alfredo d'Andrade, all'epoca direttore della Sovrintendenza di Belle Arti; nel 1938 sotto la direzione di Orlando Grosso fu recuperata anche la torre meridionale, rimasta fino ad allora inglobata in un edificio di civile abitazione. La struttura della porta richiama quella delle porte romane del tardo Impero, con un arco ogivale che si apre fra due torri semicilindriche coronate da una merlatura ghibellina.

### Chiostro di Sant'Andrea
In un piccolo spazio verde Accanto alla casa di Colombo è stato ricostruito il chiostro dello scomparso convento di Sant'Andrea, demolito nel 1904. In stile romanico, risalente al XII secolo, a pianta rettangolare, il chiostro è costituito da colonnine binate sui lati e a gruppi di sei agli angoli, con capitelli ornati da motivi fitomorfi e zoomorfi; gli elementi che lo componevano, recuperati dall'architetto Alfredo d'Andrade, vennero ricomposti in questo sito nel 1924.

### Torre Piacentini

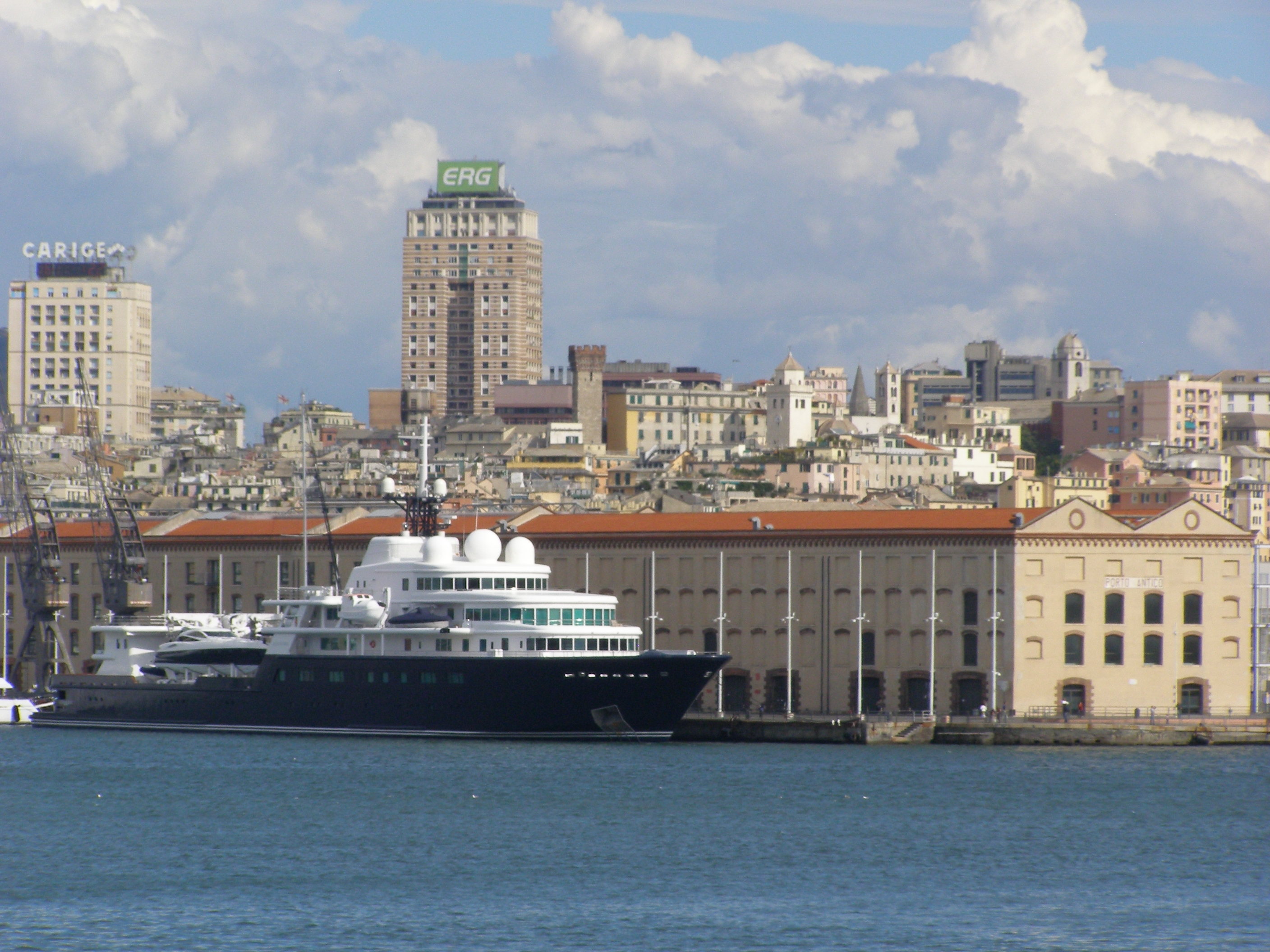
I grattacieli di piazza Dante visti dal Porto antico

Costruita dal 1935 al 1940 su progetto dell'architetto Marcello Piacentini, ha 31 piani ed è alta 108 m (raggiunge i 120 m con le strutture che sorgono alla sua sommità). La terrazza all'ultimo piano, oggi ribattezzata terrazza Colombo, ha preso nomi diversi dai locali che ha ospitato (dapprima terrazza Capurro e poi, fino agli anni ottanta, terrazza Martini). Gli ultimi quattro piani del grattacielo ospitano gli uffici e gli studi dell'emittente televisiva Primocanale.

### Torre Dante due
Dante due con i suoi 83 m (24 piani) è stato l'edificio più alto della città per un anno, dal 1939 al 1940, fino a quando non fu completata la Torre Piacentini. Oggi è superato in altezza da numerosi edifici a Genova, ma all'epoca fu uno dei più alti grattacieli in Italia, nonché il secondo (dopo la Torre Littoria di Torino) a superare gli 80 metri. L'edificio è nello stile razionalista allora in voga. Fino al 2017 il grattacielo aveva un'insegna pubblicitaria della Banca Carige che lo portava a un'altezza complessiva di circa 95 m.

## Galleria d'immagini

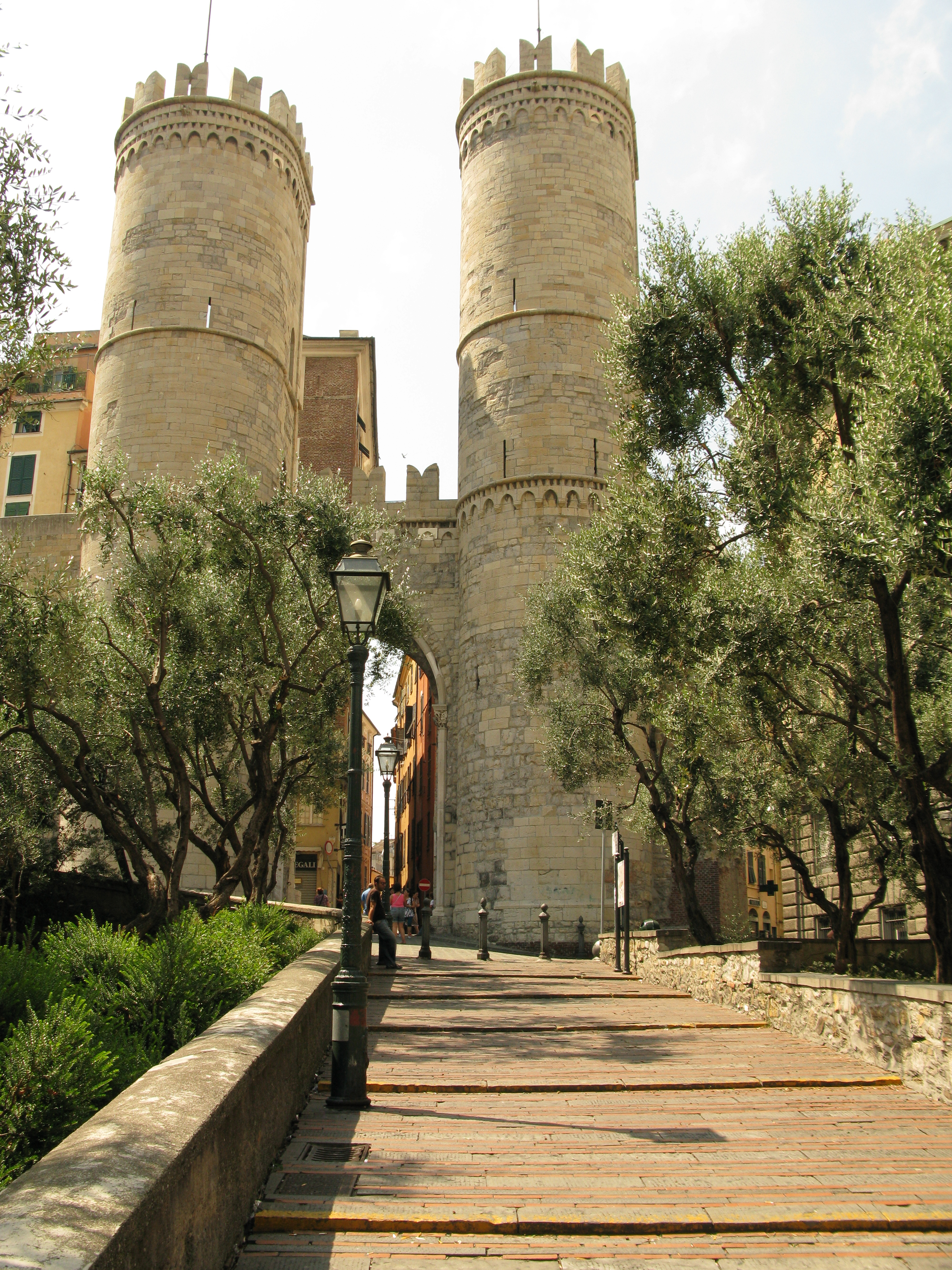
Le torri di Porta Soprana
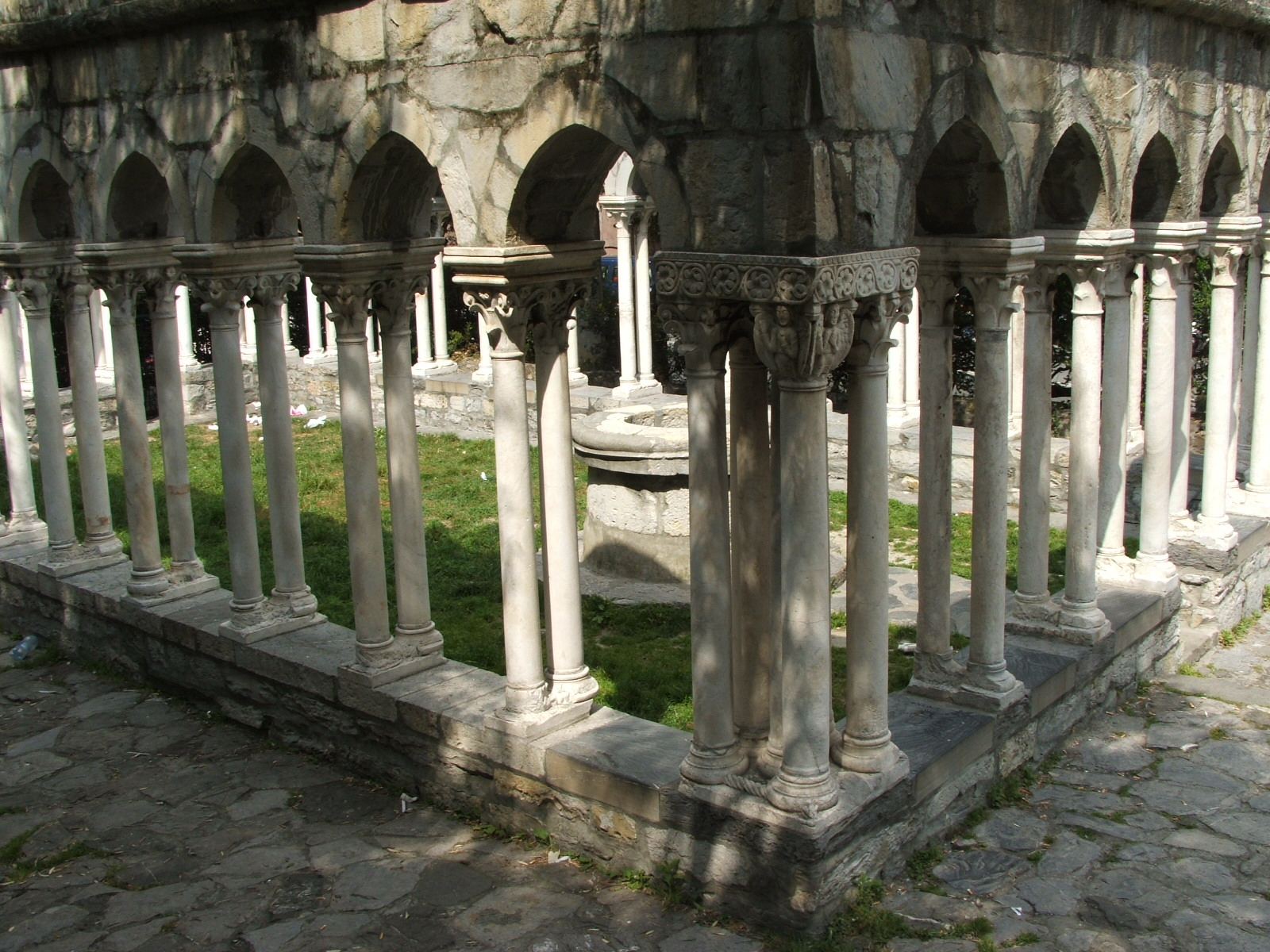
Chiostro di Sant'Andrea
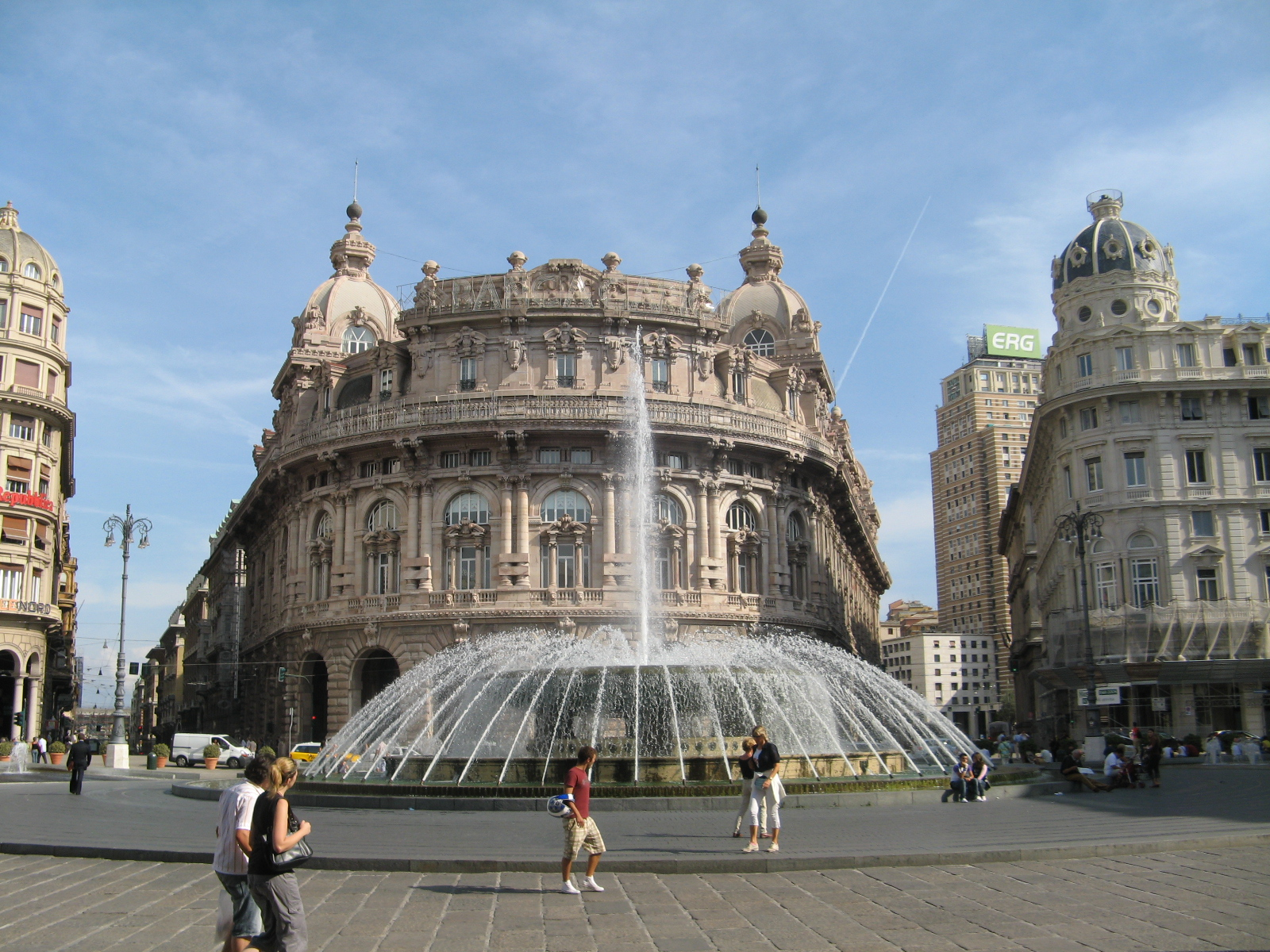
La Torre Piacentini vista da Piazza De Ferrari
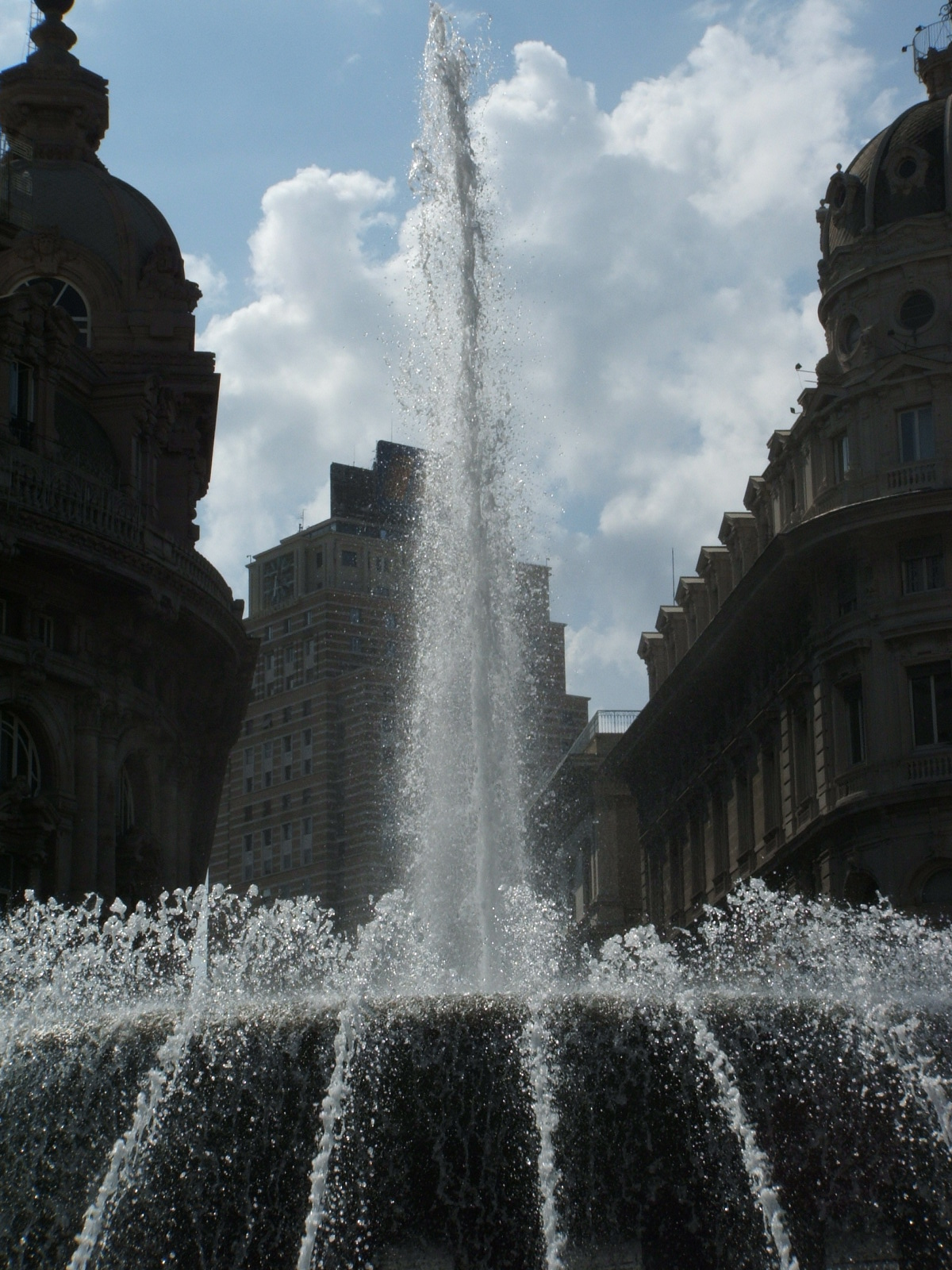
Curiosa immagine del grattacielo visto attraverso il getto della fontana di Piazza De Ferrari